# Nachal Dudajim
Nachal Dudajim (hebrejsky נחל דודאים) je vádí v jižním Izraeli, v severní části Negevské pouště.
Začíná v nadmořské výšce přes 400 metrů západně od města Lakija, ve vrchovině Gva'ot Lahav s kopcem Giv'ot Goral, poblíž uměle vysazeného lesního komplexu Ja'ar Dudajim, který zde od 80. let 20. století vysazuje Židovský národní fond a který navazuje na rozsáhlejší lesní komplex Ja'ar Lahav. Směřuje pak k severozápadu bezlesou krajinou polopouštního charakteru. Podchází těleso železniční trati Tel Aviv-Beerševa a dálnice číslo 40 a ze západu míjí vesnice Giv'ot Bar a Tarabin as-Sani a pak ústí zleva do vádí Nachal Pechar.